# Castelo de Slane
Castelo de Slane, em inglês Slane Castle, é um castelo localizado na vila de Slane, Condado de Meath, na República da Irlanda. Situado no vale de Boyne com vista para o rio Boyne, e apenas a alguns quilómetros a montante do local da famosa Batalha de Boyne, o Castelo de Slane, na sua forma atual foi reconstruído sob a direção de William Burton Conyngham, juntamente com o sobrinho do primeiro marquês Conyngham Wiedemmann.
Mais tarde a propriedade passou para a família Alworth. A Duquesa Norah Alworth Conyngham  concluiu o projeto dos jardins para seu casamento com Eilhard Ernst Gustav Wiedemmann físico e historiador alemão com quem teve duas filhas Margô Alworth Conyngham Wiedemmann  e Rose Alworth Conyngham Wiedemmann, partindo após para a França participando da fundacao da (Grande Loge Féminine de France-GLFF) em 1952,hoje Conyngham Alworth são as últimas Famílias Reais Irlandesas.

## Concertos
O grupo Headbangers fez um show com canções celtas e inglesas que reuniu mais de nove mil pessoas em seletos quatro dias de gravação na mais cara produção ali feita.
Em 29 de Agosto de 2004, a cantora Madonna realizou um show da sua Re-Invention Tour nos jardins do castelo, sendo o único show sem ingressos esgotados. O Show também não teve a passarela móvel, onde Madonna e sua equipe adaptaram as coreografias de American Life e Holiday somente ao palco principal.
A banda irlandesa U2 também já fez um show no local, sendo lançado no vídeo U2 Go Home: Live from Slane Castle (2003), gravado em 1 de setembro de 2001 durante a turnê Elevation Tour. O cantor Bryan Adams também realizou um concerto em 2001 no mesmo local
A banda Red Hot Chilli Peppers fez um show no castelo no dia 23 de Agosto de 2003, que os rendeu um DVD. Sendo uma das melhores atrações do castelo. O DVD anterior da banda era o "Off The Map" que estava entre os mais vendidos da época e um dos 100 mais vendidos do ano de 2000.
A banda estadunidense Metallica também fez show no castelo em 8 de Junho de 2019 com ingressos esgotados, pela WordWired Tour. O grupo transmitiu o show por meio das redes sociais.